# Быченок, Тамара Васильевна
Тамара Васильевна Быченок — советский хозяйственный, государственный и политический деятель, швея-мотористка Киевской швейной фабрики имени Смирнова-Ласточкина Министерства лёгкой промышленности Украинской ССР. Герой Социалистического Труда.

## Биография
Родилась 6 июня 1929 года в городе Киев Украинской ССР (ныне — Украина) в многодетной семье. Украинка. Член КПСС.
В годы войны с 16 лет начала работать на швейной фабрике имени Смирнова-Ласточкина (ныне не существует) и проработала на ней 46 лет.
С 1945 года — на хозяйственной, общественной и политической работе. В 1945—1991 гг. — швея-мотористка Киевской швейной фабрики имени Смирнова-Ласточкина Министерства лёгкой промышленности Украинской ССР, автор новой для СССР технологической операции в шитье («цепочкой»).
Указом Президиума Верховного Совета СССР от 9 июня 1966 года за выдающиеся заслуги в выполнении заданий семилетнего плана и достижение высоких технико-экономических показателей по производству трикотажа, обуви, швейных изделий и другой продукции лёгкой промышленности Быченок Тамаре Васильевне присвоено звание Героя Социалистического Труда с вручением ордена Ленина и золотой медали «Серп и Молот».
В 1966 году окончила вечернюю школу, а затем и Киевский институт лёгкой промышленности. Однако и после окончания продолжила работать на фабрике швеёй-мотористкой.
Избиралась членом Президиума и секретарём Украинского республиканского совета профессиональных союзов на общественных началах (1978), делегатом ХХІІ (1961) и XXIV (1971) съездов КПСС, XXV съезда Компартии Украины (1976).
Жила в городе Киев (Украина). Умерла 18 сентября 2016 года, похоронена в Киев.
Награждена орденами Ленина (09.06.1966), Октябрьской Революции (05.04.1971), Трудового Красного Знамени (07.03.1960), Дружбы народов (17.03.1981), медалями.